# 31963 Tanjamichalik
31963 Tanjamichalik è un asteroide della fascia principale. Scoperto nel 2000, presenta un'orbita caratterizzata da un semiasse maggiore pari a 2,396470 UA e da un'eccentricità di 0,100079, inclinata di 5,668120° rispetto all'eclittica.